# FCM Baia Mare
Fotbal Club Municipal (FCM) Baia Mare – rumuński klub piłkarski, grający w trzeciej lidze rumuńskiej, mający siedzibę w mieście Baia Mare.

## Historia
Klub został założony w 1948 roku na skutek fuzji dwóch klubów Phoenix Baia Mare i Minaur Baia Mare. W 1964 roku po raz pierwszy w swojej historii awansował do pierwszej ligi, ale po roku spadł do drugiej ligi. Kolejny awans do pierwszej ligi klub wywalczył w 1978 roku. W sezonie 1978/1979 zajął 5. miejsce w lidze, a w sezonie 1979/1980 - 4. miejsce. W sezonie 1980/1981 spadł do drugiej ligi. W pierwszej lidze FCM Baia Mare grał również w latach 1983–1985 i 1994–1995.
FCM Baia Mare dwukrotnie grał w finale Pucharu Rumunii. W 1959 roku przegrał 0:4 z Dinamem Bukareszt, a w 1982 roku uległ 2:3 temu samemu klubowi. Dzięki grze w finale w 1982 roku FC Baia Mare wystąpił w Pucharze Zdobywców Pucharów. W 1. rundzie trafił na Real Madryt, z którym zremisował u siebie 0:0 i przegrał 2:5 w Madrycie.
W 2010 roku FC Baia Mare został rozwiązany z powodu kłopotów finansowych. W 2012 roku klub reaktywowano pod nazwą FCM Baia Mare. W 2013 roku awansował z czwartej do trzeciej ligi, w 2015 roku - z trzeciej do drugiej ligi.

## Sukcesy
- Puchar Rumunii:

finalista (2): 1958/1959, 1981/1982
- Liga II:

mistrzostwo (4):  1963/1964, 1977/1978, 1982/1983, 1993/1994
wicemistrzostwo (11): 1959/1960, 1960/1961, 1965/1966, 1966/1967, 1971/1972, 1981/1982, 1985/1986, 1986/1987, 1991/1992, 2000/2001, 2001/2002
- Liga III:

mistrzostwo (5): 1956, 1999/2000, 2005/2006, 2008/2009, 2014/2015

## Historyczne nazwy
- 1948 – CSM Baia Mare
- 1950 – Metalul Baia Mare
- 1956 – Energia Trustul Miner Baia Mare
- 1957 – Minerul Baia Mare
- 1958 – CSM Baia Mare
- 1962 – Minerul Baia Mare
- 1975 – FC Baia Mare
- 1986 – FC Maramureș Baia Mare
- 1998 – 2010 FC Baia Mare
- 2012 – FCM Baia Mare

## Historia występów w pierwszej lidze
| Sezon     | Pozycja      | M  | Pkt. | Z  | R | P  | GZ | GS |
| --------- | ------------ | -- | ---- | -- | - | -- | -- | -- |
| 1964/1965 | 13. (spadek) | 26 | 21   | 9  | 3 | 14 | 27 | 45 |
| 1978/1979 | 5.           | 34 | 38   | 17 | 4 | 13 | 42 | 38 |
| 1979/1980 | 4.           | 34 | 39   | 18 | 3 | 13 | 57 | 51 |
| 1980/1981 | 17. (spadek) | 34 | 26   | 10 | 6 | 18 | 37 | 62 |
| 1983/1984 | 15.          | 34 | 30   | 12 | 6 | 16 | 40 | 59 |
| 1984/1985 | 17. (spadek) | 34 | 26   | 11 | 4 | 19 | 30 | 46 |
| 1994/1995 | 17. (spadek) | 34 | 27   | 6  | 9 | 19 | 34 | 69 |

## Europejskie puchary
Legenda do wszystkich tabel:
- Q – runda eliminacyjna, 1/16, 1/8, 1/4, 1/2 – odpowiednia faza rozgrywek, Grupa – runda grupowa, 1r gr – pierwsza runda grupowa, 2r gr – druga runda grupowa, F – finał, R – runda, PO – play-off
- k. – rzuty karne, los. – losowanie, Dogr. – dogrywka, w. – zasada bramek strzelonych na wyjeździe

| Sezon   | Rozgrywki                 | Runda | Przeciwnik  | Dom | Wyjazd | Ogólnie |
| ------- | ------------------------- | ----- | ----------- | --- | ------ | ------- |
| 1982/83 | Puchar Zdobywców Pucharów | 1R    | Real Madryt | 0–0 | 2–5    | 2–5     |

## Reprezentanci kraju grający w klubie
Stan na czerwiec 2015.
| - Lucian Bălan - Marius Bilașco - Romulus Buia - Claudiu Bumba - Gheorghe Cacoveanu - Zoltan Crișan - Laszlo Gergely - Gheorghe Gornea - Leo Grozavu | - Alexandru Koller - Mihai Pașcovici - Răzvan Pădurețu - Necula Răducanu - Mircea Sasu - Alexandru Terheș - Anton Weissenbacher - Vasile Zavoda - Vasile Miriuță |